# Зотик Сиропитатељ
Преподобни мученик Зотик Сиропитатељ је хришћански светац, живео је у 4. веку.

## Житије
Назива се још и заштитником убогих јер је свој живот посветио сиромашнима. Рођен је у Риму и потицао је из угледне породице која му је омогућила изузетно образовање, посебно из области науке. То је била препорука цару Константину Великом да га узме на двор и да му чин магистријана. Међутим, када се преселио се у Цариград, постао је свештеник и основао дом за унесрећене. У то време се у том граду појавила губа и цар је наредио да се оболели баце у море. Зотик је успео од цара лукавством да узме злато и да тако откупи од морнара све оболеле и смести их у дом где их је неговао. Због тога што је злато које је узео од цара потрошио на своје штићенике, Констанције, син Константинов, осудио га је на смрт, тако што су га везали за мазгу која га је вукла.

## Празник
Српска православна црква слави га 31. децембра по црквеном, а 13. јануара по грегоријанском календару.